# Urlatori
(Adriano Celentano, da Il ribelle)

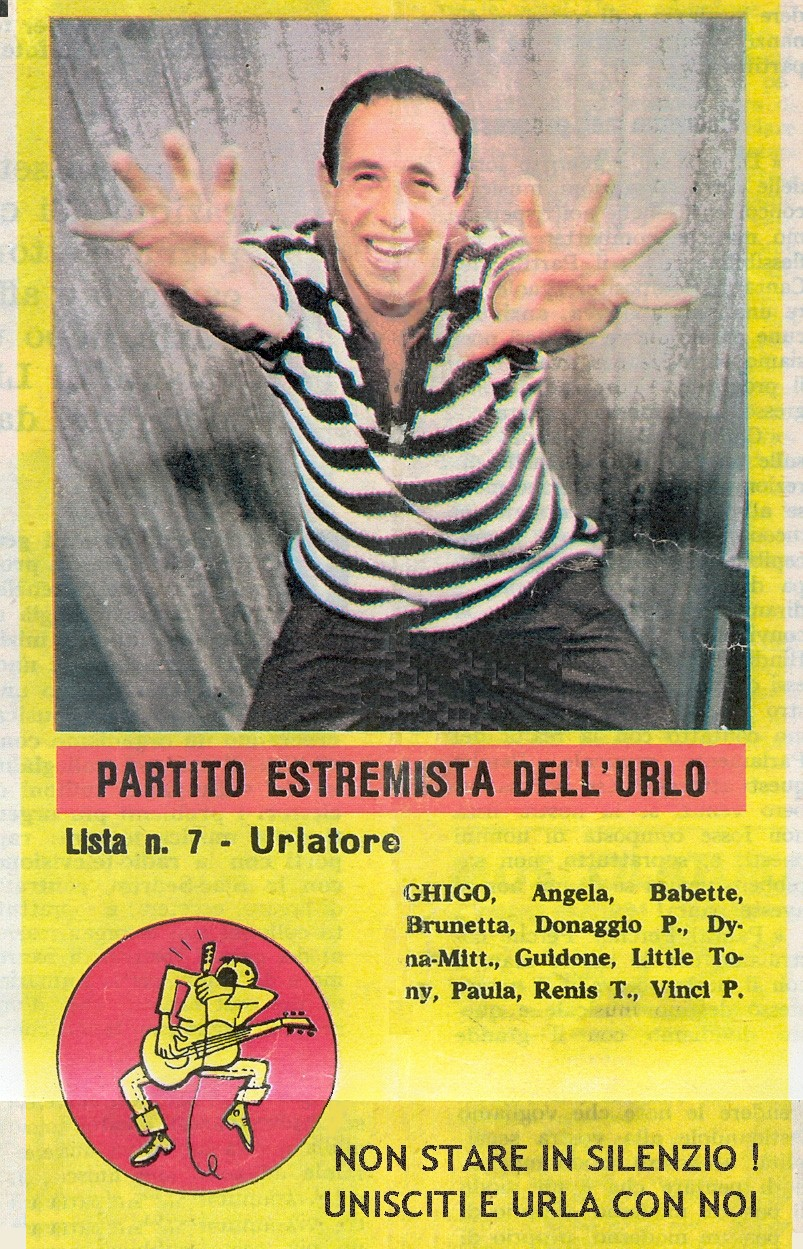
Manifesto del Partito dell'Urlo - 1960

Urlatori è il nome attribuito dalla stampa dell'epoca a una corrente canora che ha segnato una stagione musicale relativamente breve, in Italia, all'epoca del boom economico, ovvero fra la fine degli anni cinquanta e i primi anni sessanta. La cifra stilistica di questa sorta di tecnica interpretativa - favorita dal diffondersi dei primi juke-box - era data da una voce ad alto volume, espressa in maniera disadorna e priva degli abbellimenti tipici del canto "melodico".

## Storia
Il termine era mutuato dal vocabolo di lingua inglese shouter che "etichettava" fin dalla fine degli anni quaranta star del rhythm and blues statunitense come Howlin' Wolf e Big Joe Turner, due dei protagonisti del nuovo sound, nato dalla fusione del boogie-woogie bianco con la durezza ritmica del blues di matrice nera, così come veniva praticato a Memphis o a Kansas City.
I maggiori esponenti degli urlatori, prevalentemente collegati a etichette con sede a Milano, a quel tempo capitale del mercato discografico, furono cantanti all'epoca molto giovani, destinati - sia pure in misura diversa - a percorrere carriere di successo, come Tony Dallara, Joe Sentieri, Adriano Celentano (le cui movenze ricordavano da vicino quelle del più celebre Presley), Clem Sacco, Ricky Gianco, Giorgio Gaber, Gene Colonnello, Little Tony e, fra le voci femminili, Betty Curtis, Jenny Luna, Mina, Angela e Mara Pacini (alias Brunetta). Una celebre polemica, creata e amplificata dalla stampa dell'epoca, contrapponeva gli urlatori agli interpreti della melodia all'italiana (Claudio Villa, Nilla Pizzi, Luciano Tajoli, Achille Togliani, Tonina Torrielli).
L'irruzione sul mercato italiano del rock and roll statunitense alla fine degli anni cinquanta, determinò una rivoluzione del gusto: dapprima Elvis Presley riuscì a piazzare tra i novanta singoli più venduti del 1956 successi come Heartbreak Hotel (49ª posizione) Tutti Frutti (52ª) e Hound Dog (72ª); addirittura Bill Haley seppe fare ancora di meglio con Thirteen Women (and Only One Man in Town) (16º posto). L'anno seguente alla prima e alla terza posizione nella classifica dei brani più acquistati, risultarono rispettivamente Only You (And You Alone) dei Platters e Rock Around the Clock ancora di Haley.

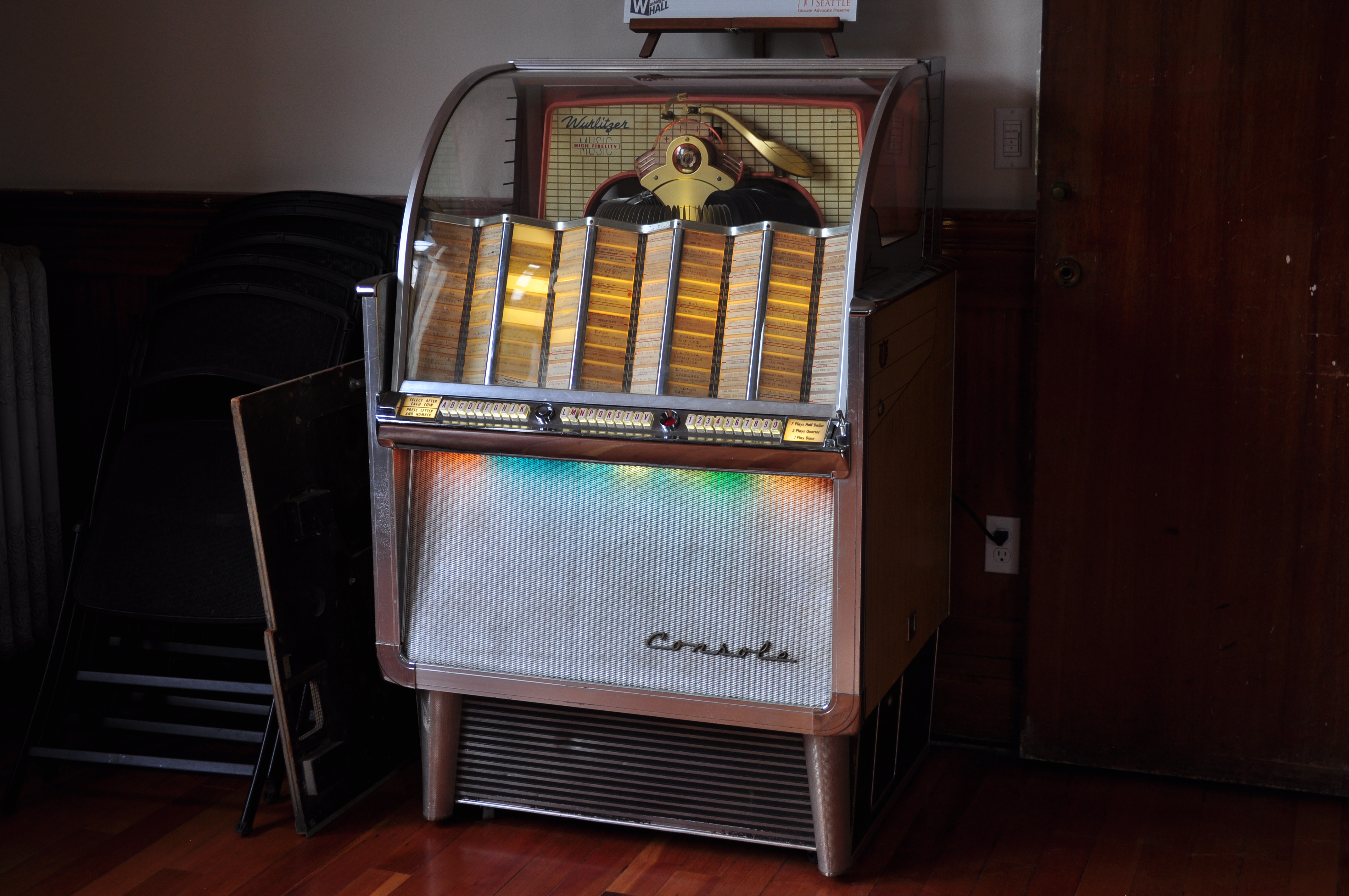
juke box del 1957

Il mondo della musica leggera nazionale fu decisamente sconvolto: discografici, autori, arrangiatori, editori cominciarono a puntare su cantanti influenzati dal nuovo genere; di qui la nascita del fenomeno degli Urlatori. Perfino Modugno volle ispirarsi in parte al rock per comporre la sua Nel blu dipinto di blu, ottenendo quello che al tempo era il massimo traguardo per un interprete italiano: la vittoria al Festival di Sanremo del 1958. Questi avvenimenti determinarono, negli anni immediatamente successivi, un cambiamento epocale nelle regole del mercato discografico italiano: l'abbassamento della fascia di età degli acquirenti di dischi, nonché la repentina apparizione nelle classifiche di giovanissimi cantanti dall'immediato successo, quali Gianni Morandi e Rita Pavone (1962-1963).
Intorno alla metà degli anni sessanta con l'avvento della British invasion ed il conseguente arrivo in Italia di gruppi pop, ispirati ai Beatles sia nella musica quanto nel look, gli Urlatori lasciarono il posto ad artisti che sarebbero stati, di lì in avanti, etichettati come rocker o cantanti beat: ad esempio, Gianni Pettenati e Patty Pravo fra i solisti, e The Rokes, l'Equipe 84, i Camaleonti e i Dik Dik tra i gruppi.

### 1959: un juke-box alMusichiere
La prima trasmissione televisiva in cui comparvero gli urlatori fu Il Musichiere: in una puntata dell'aprile 1959 fu collocato in scena un grande juke-box dal cui retro vennero fatti uscire ed esibire dal vivo alcuni dei personaggi che incarnavano il nuovo stile interpretativo.
Grazie al consenso ottenuto da questa trasmissione, vennero girati due film del filone musicarello, I ragazzi del juke-box (1959) e Urlatori alla sbarra (1960), che rappresentarono una sorta di "manifesto" del genere.

## Filmografia
- I ragazzi del juke-box, regia di Lucio Fulci (1959)
- Urlatori alla sbarra, regia di Lucio Fulci (1960)
- Uno strano tipo, regia di Lucio Fulci (1963)